# Dodge A100
Dodge A100 – samochód dostawczo-osobowy klasy średniej produkowany pod amerykańską marką Dodge w latach 1964 – 1970.

## Historia i opis modelu

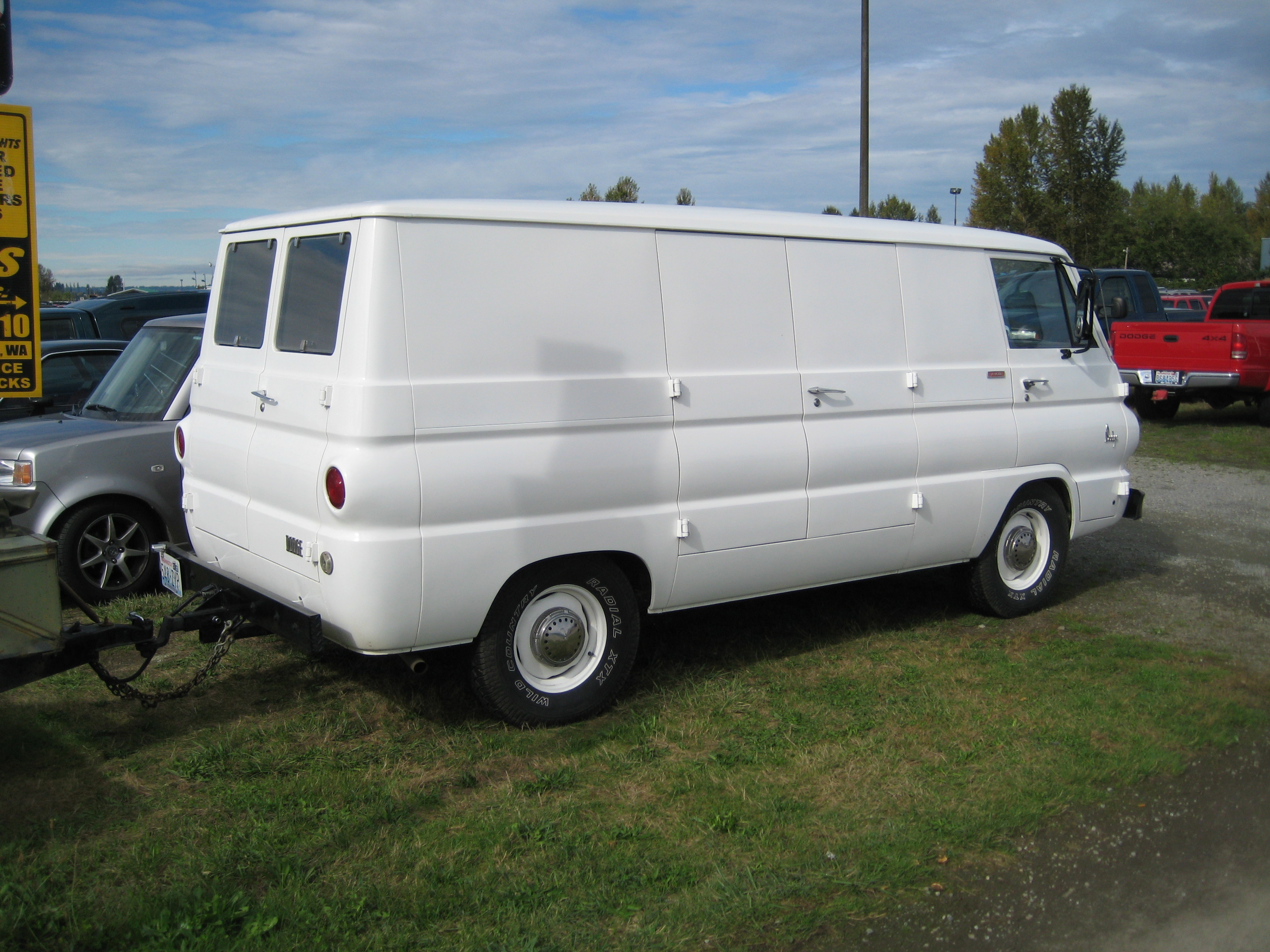
Dodge A100 - tył

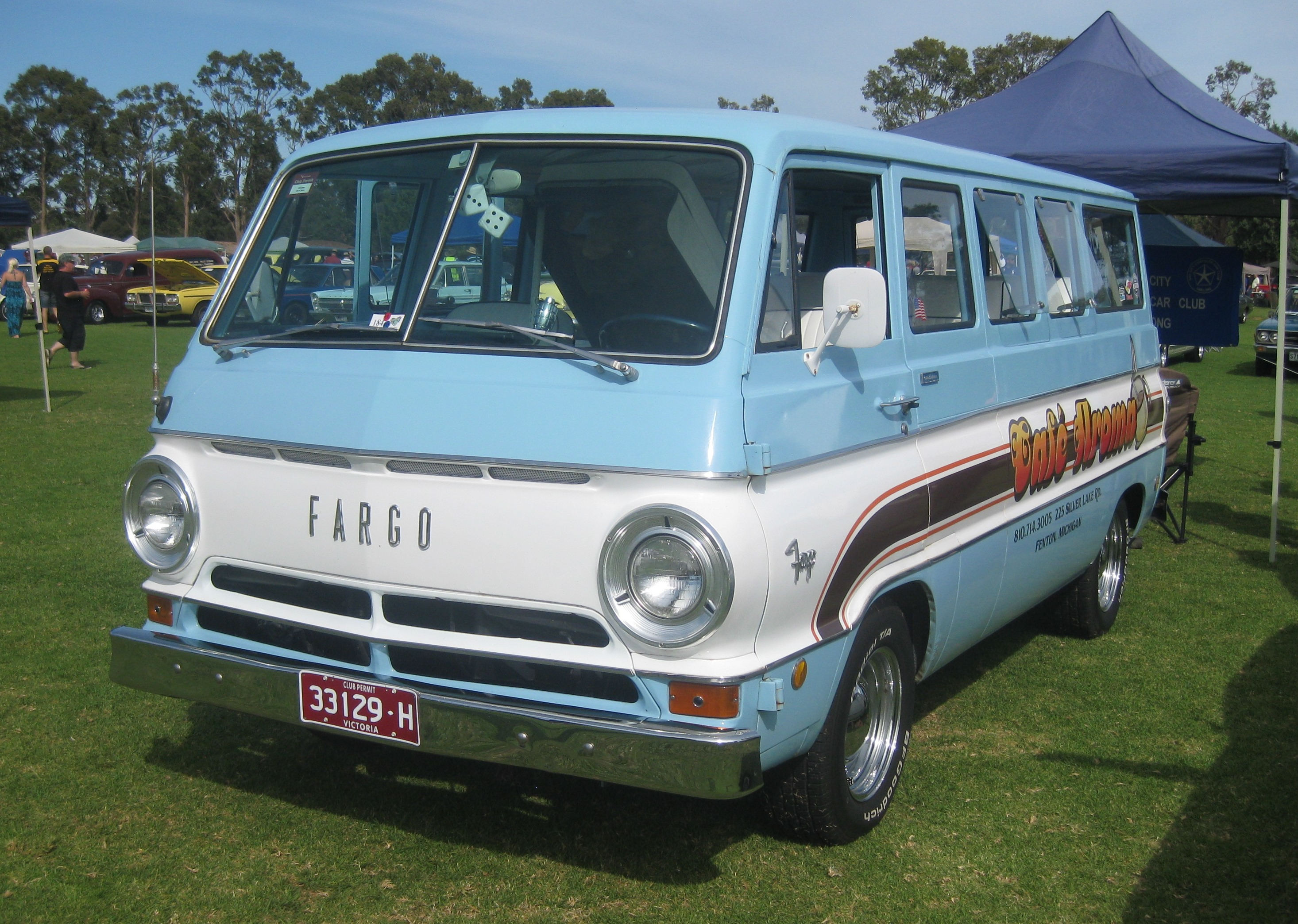
Dodge A100 Wagon

W 1964 roku Dodge zdecydowało się poszerzyć swoją ofertę modelową o średniej wielkości samochód dostawczy A100. Wyróżniał się on jednobryłową karoserią, silnikiem umieszczonym pod kabiną pasażerską i dużym zwisem przednim. Pod kątem stylistycznym samochód wyróżniał się też okrągłymi reflektorami i wysoko poprowadzoną linią okien.

### Wersje nadwoziowe
Poza wariantem użytkowym, Dodge A100 oferowany był także w wersji osobowej wyróżniającej się przeszklonym przedziałem pasażerskim. Ponadto, model dostępny był także w wersji pickup oraz A108, która charakteryzowała się ona dłuższym rozstawem osi.

### Silniki
- R6 2,8 l
- R6 3,2 l
- R6 3,7 l
- V8 4,5 l
- V8 5,2 l